# Hofmanning (Gemeinde Gröbming)
Hofmanning ist ein Dorf in der Marktgemeinde Gröbming. Es grenzt im Westen an das Dorf Winkl. Der Hofmanningbach fließt durch das Dorf und mündet danach in der Anton Schlecker-Siedlung im Gröbmingbach.

## Einrichtungen und Kultur

### Öffentliche Einrichtungen
- Pensionsversicherungsanstalt Gröbming: Flächenmäßig größtes Gebäude in Gröbming; weitum bekannte Sonderkrankenanstalt

### Sehenswürdigkeiten
- Kleine Kapelle[1]
- Private Modelleisenbahn[2]
- Motorikpark bei der PVA

### Veranstaltungen
- Der Seifenkisten-Grand Prix Gröbming startet in Hofmanning[3]